# Anthurium barclayanum
Anthurium barclayanum är en kallaväxtart som beskrevs av Adolf Engler. Anthurium barclayanum ingår i släktet Anthurium och familjen kallaväxter. Inga underarter finns listade.